# Louis-Christophe Zaleski-Zamenhof
Louis-Christophe Zaleski-Zamenhof (Varsavia, 23 gennaio 1925 – Parigi, 9 ottobre 2019) è stato un ingegnere ed esperantista francese.
Ingegnere civile e navale francese di origine polacca, specializzato nella progettazione di strutture in acciaio e calcestruzzo. Era nipote dell'ebreo polacco LL Zamenhof, l'inventore della lingua ausiliaria internazionale Esperanto. Dagli anni '60 fino alla sua morte, Zaleski-Zamenhof ha vissuto in Francia.

## Biografia
Nacque a Varsavia, da famiglia ebrea. Dopo che suo padre Adam Zamenhof fu arrestato e ucciso a colpi di arma da fuoco dai nazisti che occupavano la Polonia, lui e sua madre, Wanda (Frenkiel), sfuggirono a malapena alla deportazione nel campo di sterminio nazista di Treblinka dove le sue zie, la pediatra Zofia Zamenhof e la scrittrice Lidia Zamenhof, furono assassinate. Da adolescente rimase nascosto in Polonia sotto il falso nome di 'Krzysztof Zaleski', un nome che mantenne anche in seguito, in ricordo del calvario.
In quel periodo lavorò in un campo di pomodori insieme ad un polacco che parlava esperanto; questi, una volta cercò di reclutarlo per la causa esperantista, chiedendogli: Ĉu vi konas Esperanton? ("Conosci l'esperanto?" ). 'Christophe' sbottò: Ho jes, mi konas; ĝin inventis mia avo! ("Oh sì, conosco; l'ha inventato mio nonno!"). Subito ebbe paura di essere stato indiscreto e di essere denunciato e arrestato, tuttavia non successe nulla di spiacevole.

### Carriera
Dopo aver conseguito il dottorato in ingegneria civile e navale, iniziò a lavorare come ingegnere professionista. In Polonia dopo la seconda guerra mondiale e dagli anni '60 in Francia, progettò strutture e progetti prefabbricati in calcestruzzo come piattaforme petrolifere in acque profonde, complessi sportivi e il Memoriale di Charles de Gaulle, che domina il villaggio di Colombey-les-Deux-Eglises. Insegnò inoltre teoria e tecniche di costruzione terrestre e marittime presso varie istituzioni accademiche.
Il 14 aprile 1999 Hanna Konopka, presidente della Fondazione Zamenhof di Białystok, annunciò che Papa Giovanni Paolo II sarebbe stato il primo destinatario della Medaglia della Tolleranza della Fondazione (Medalo de Toleremo). Oltre ai fiduciari esperantisti della Fondazione, il comitato del premio includeva personalità eminenti come l'arcivescovo Stanisław Szymecki; il premio ha incontrato l'approvazione generale tra la gente di Białystok. Zaleski-Zamenhof ha consegnato la Medaglia della Tolleranza il 10 giugno 1999, durante la storica visita del Papa in Polonia.
Il Dr. Zaleski-Zamenhof scrisse una prefazione a L'homme qui a défié Babel ("L'uomo che ha sfidato Babel", 2003), una biografia in lingua francese, di René Centassi e Henri Masson, del creatore dell'esperanto.

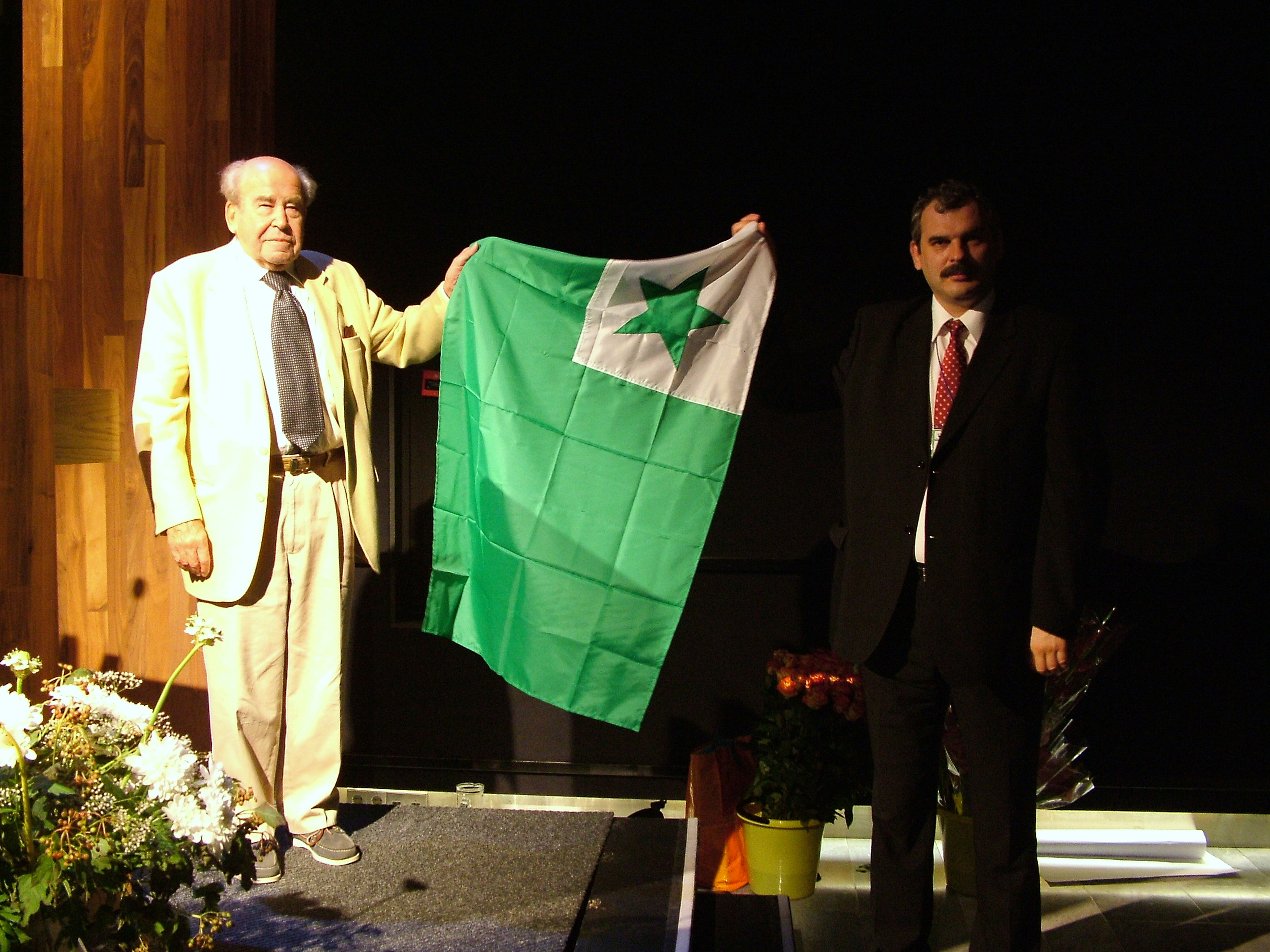
Louis-Christophe Zaleski-Zamenhof con il vicesindaco di Białystok durante il Congresso Mondiale di Esperanto 2008.

### Indirizzi del Congresso Mondiale
In un discorso del 2001, il Dr. Zaleski-Zamenhof definì l'86º Congresso Mondiale di Esperanto a Zagabria, in Croazia, non solo come il primo Congresso Mondiale nel terzo millennio del calendario civile, ma anche come il terzo secolo di Esperanto, ricordando ai delegati: "Siete venuti per discutere del dialogo interculturale, la cui urgenza ha ispirato l'iniziazione alla lingua internazionale. Quasi tutte le sue biografie raccontano infatti la storia del giovane Ludwik Łazarz Zamenhof che viveva nella città multiculturale di Białystok, osservando l'animosità che allora governava i rapporti tra le varie nazionalità, non trovando un linguaggio comunemente comprensibile, uno strumento che fosse, come detto, necessario per il dialogo tra le rispettive culture. Il dialogo reciproco consente alle persone di comprendere e rispettare culture diverse; senza tale comprensione, una cultura straniera può apparire strana o nemica e ispirare disprezzo, sdegno o odio".
Infatti, sottolineò, la parola inglese Strange e la parola francese étrange significano entrambe "strano" o "particolarità", mentre le parole correlate Stranger ed étranger significano "straniero", e la lingua neutra usata ai Congressi Mondiali di Esperanto, il che implica l'uguaglianza tra le comunità linguistiche, può rispettare le altre culture, ma evita rigorosamente di imporre loro un particolare modo di pensare, anche se si tratta di minoranze non influenti.
L'anno successivo, Zaleski-Zamenhof inviò un saluto scritto all'87º incontro del Congresso mondiale a Fortaleza, in Brasile. Dichiarò che l'umanità è una specie creata per la diversità, congratulandosi con i padroni di casa brasiliani per la varietà dell'ambiente naturale della nazione e la diversità dei suoi popoli, costumi e culture e paragonando favorevolmente i brasiliani alla "grande cerchia familiare" dell'esperantismo mondiale, esortando le persone a non vedere le differenze culturali come una minaccia ma come la loro fortuna.
Nel 2003 il Dr. Zaleski-Zamenhof parlò nuovamente in un Congresso mondiale, questa volta a Göteborg, in Svezia, ricordando come, 60 anni prima durante la seconda guerra mondiale, il nome stesso di Göteborg fosse stato per lui e la sua famiglia emblematico dei diritti umani e della libertà: "Per noi, allora nella Varsavia occupata, incarcerata all'interno delle sue famigerate mura, Göteborg era un mondo favoloso da cui, come la manna dai cieli ai tempi biblici, proveniva una panoplia di cibi deliziosi la cui stessa esistenza avevamo ormai da tempo dimenticato. Ricorderò sempre il nome del mittente scritto sui pacchi: Einar Adamson, un esperantista di Göteborg. Ricordo con affetto di aver avuto la possibilità nel 1948 di incontrarlo di persona in occasione del Congresso Mondiale di Esperanto di Malmö, l'unico Congresso a cui ho potuto partecipare durante il decennio del dopoguerra. In quel periodo conobbi anche la città di Göteborg, e divenni amico di tutta la famiglia di Adamson; inoltre, la figlia di Einar rimane mia carissima amica."
Inoltre, egli esortò l'armonia tra i popoli, il riconoscimento del diritto di tutte le persone a parlare la lingua prescelta, compresa la lingua neutra dell'esperanto, e la fine della fame nel mondo attraverso il sostegno a una campagna d'azione efficace e misurata presso l'UNESCO e le Nazioni Unite. Nazioni.

### La biografia "Via Zamenhof"
Impegnato a fondo nella causa esperantista, come attestano i suoi consueti saluti pubblici ai Congressi Mondiali di Esperanto a nome della famiglia Zamenhof, Louis-Christophe Zaleski-Zamenhof era tuttavia restio ad assumere un ruolo di primo piano nel movimento esperantista. Sebbene non avesse intenzione di scrivere un'autobiografia, il giornalista polacco Roman Dobrzyński lo persuase a partecipare a una serie di conversazioni per un periodo di dieci anni, che portarono a La Zamenhof-strato ("Via Zamenhof", 2003), un libro che descrive in dettaglio la sua vita durante l'occupazione nazista della Polonia, comprese le sue esperienze nel ghetto di Varsavia e la resistenza polacca. Oltre ad essere un resoconto della sua vita, il libro racconta anche la filosofia, la storia e le tribolazioni del movimento esperantista introdotto da suo nonno, e specula sulle prospettive future della lingua pianificata. Il libro è stato ora pubblicato in polacco, esperanto, lituano, ceco, giapponese, portoghese, slovacco, francese, italiano e coreano.

### Morte
Zaleski-Zamenhof è morto nel 2019. Lascia due figlie Margaret Zaleski-Zamenhof e Hanna Zaruski-Zamenhof  che sono attive nei circoli esperantisti.

## Scritti
JP Bonin, G. Deleuil e LC Zaleski-Zamenhof. "Analisi delle fondamenta delle strutture a gravità marina sottoposte a carichi ciclici". Conferenza sulla tecnologia offshore, Houston, Texas (1976). pp. 571–579